# Park Schönbusch
Park Schönbusch (również Schöner Busch, fr. Bois-Jolie tłum. na polski: Park Ładny Gaj) – jeden z najstarszych i największych parków krajobrazowych w stylu angielskim w Aschaffenburgu, w Niemczech. Zaliczany jest do głównych miejsc odpoczynku i relaksu mieszkańców miasta.

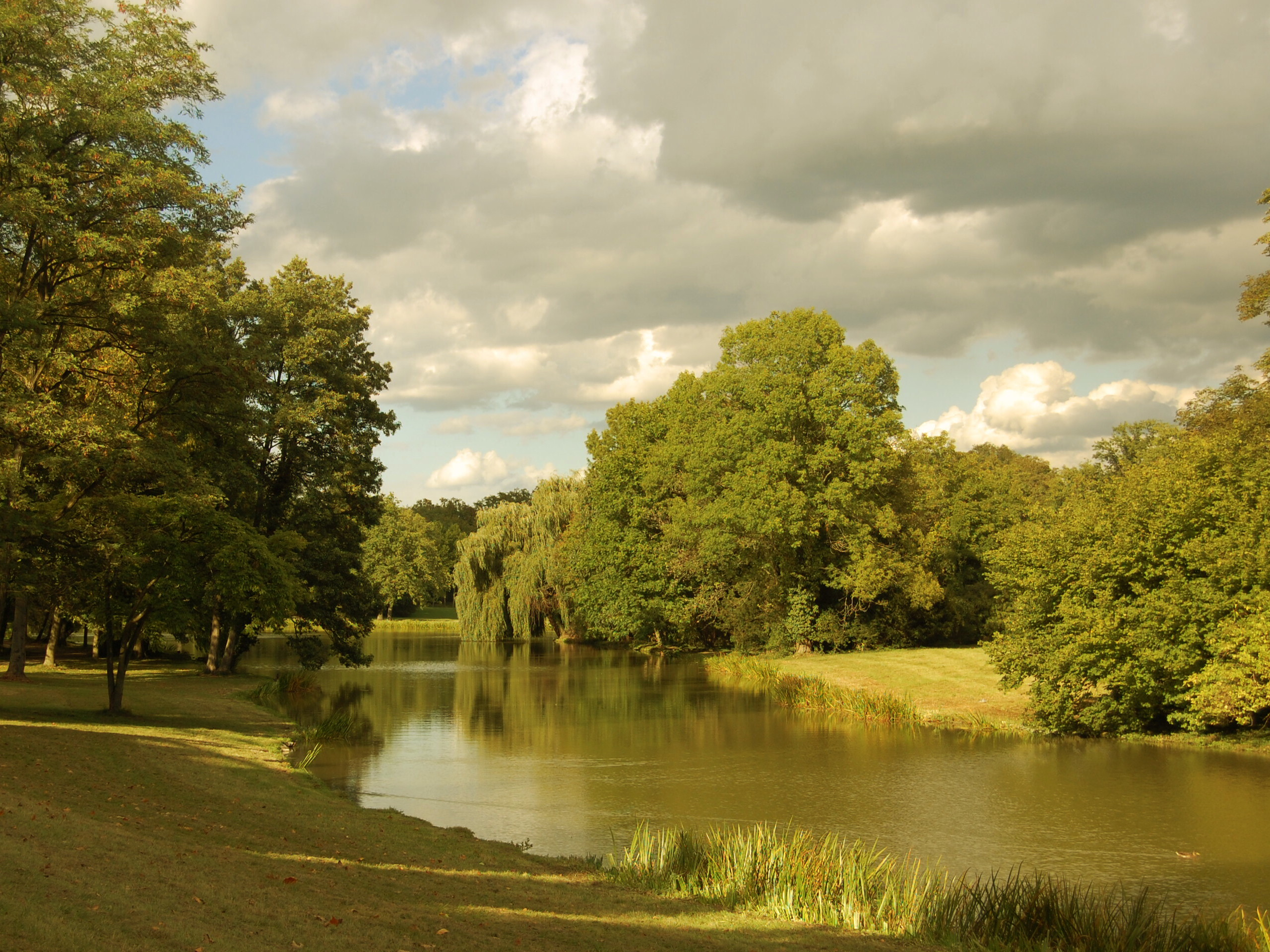
Widok parku znad brzegu Dolnego Jeziora

## Położenie

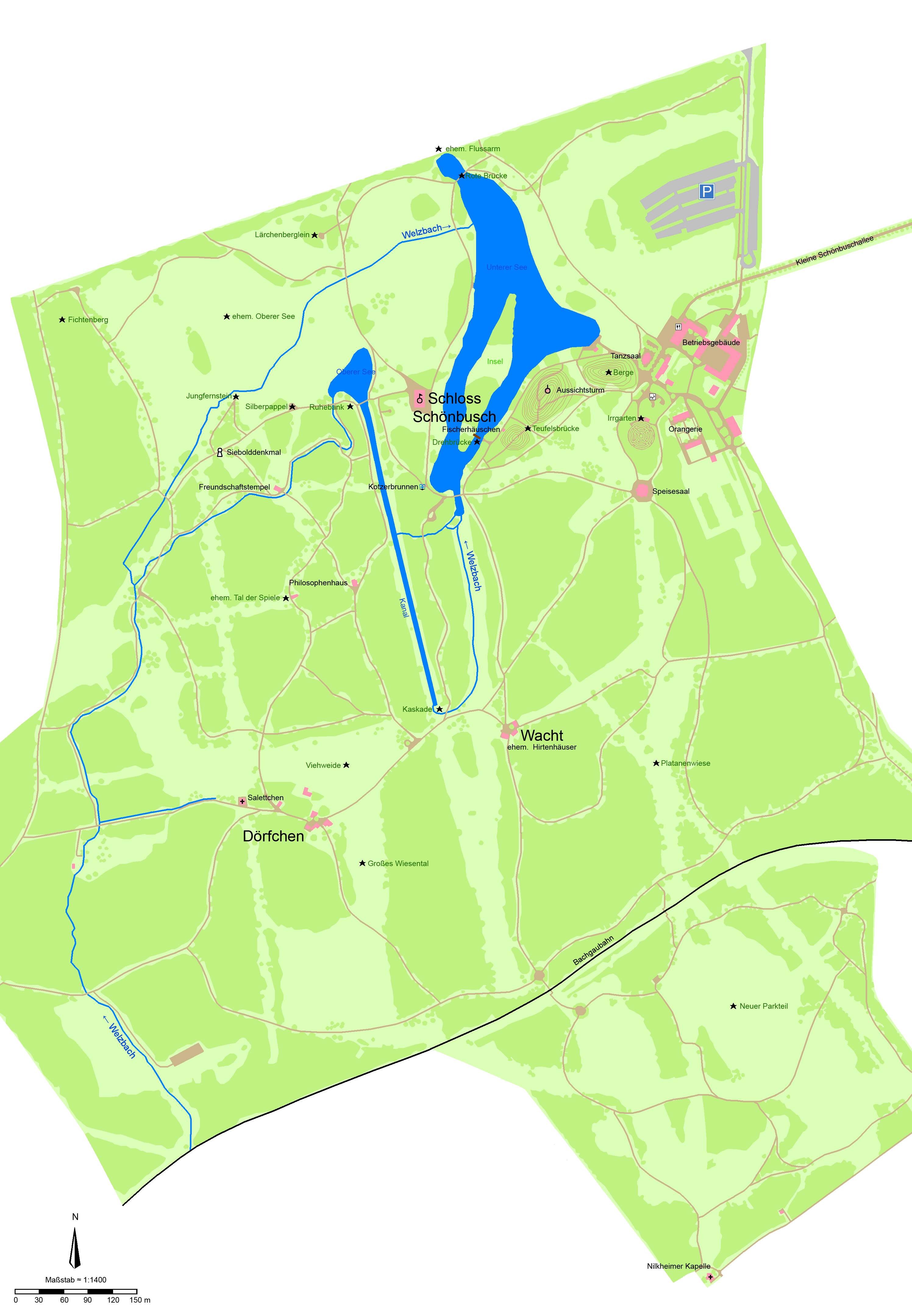
Mapa parku

Blisko 160 hektarowy park leży w odległości około 3 kilometrów do centrum Aschaffenburga w dzielnicy Nikelheim. Na północy graniczy on z drogą federalną nr 26, a tym samym z dzielnicą Leider. Na zachód od niego znajduje się Stockstadt nad Menem.
W 1775 roku elektor Moguncji (arcybiskup Friedrich Karl Joseph von Erthal) zlecił wybudowanie mniejszej rezydencji w Aschaffenburgu, do której mógłby się on przenosić w czasie lata. Wedle planu miał znajdować się tu również „Lustgarten” („ogród rozrywek”). Początkiem projektu była budowa elektorskiej bażantarni i stworzenie w celach myśliwskich „lasku nikelheimskiego”. Pomysłodawcą starszej koncepcji parku był minister Wilhelm Friedrich von Sickinge (1729-1818). Architektem oraz inżynierem zatrudnionym do nadzorowania budowy był natomiast Emauel Joseph von Herigoyen (1746-1817), który w 1775 roku rozpoczął pracę nad stworzeniem planów przyszłego ogrodu. Chciał on stworzyć idealny park w stylu angielskim, który zawierałby w sobie takie elementy krajobrazu, np. kaskady, ale i takie „dramatyczne” elementy, jak „diabelski most”. Tworzenie Schönbusch należało do pierwszych takich przedsięwzięć w kontynentalnej Europie, ponieważ idea ogrodów angielskich nie była wtedy jeszcze rozpowszechniona. Próba ta nie powiodła się jednak. Z tego powodu dalsze prace nad parkiem oddano dworskiemu ogrodnikowi Friedrichowi Ludwikowi Sckellowi. Jego koncepcja zakładała, iż efekt końcowy jego prac zostanie osiągnięty po około 200 latach powstania ogrodu.
Park od samego początku miał być miejscem odpoczynku ogólnie dostępnym dla wszystkich ludzi bez względu na ich pochodzenie. Z tego powodu nazwany został parkiem ludowym. Po przejściu majątku elektorów Moguncji na własność korony bawarskiej, Schönbusch stał się własnością Wittelsbachów, w których posiadaniu znajdował się w latach 1814–1918. Dziś pieczę nad dawnymi parkami oraz zamkami, jak i pałacami bawarskiej rodziny królewskiej sprawuje Bawarski Zarząd nad Państwowymi Zamkami, Ogrodami i Jeziorami.

## Ukształtowanie krajobrazu

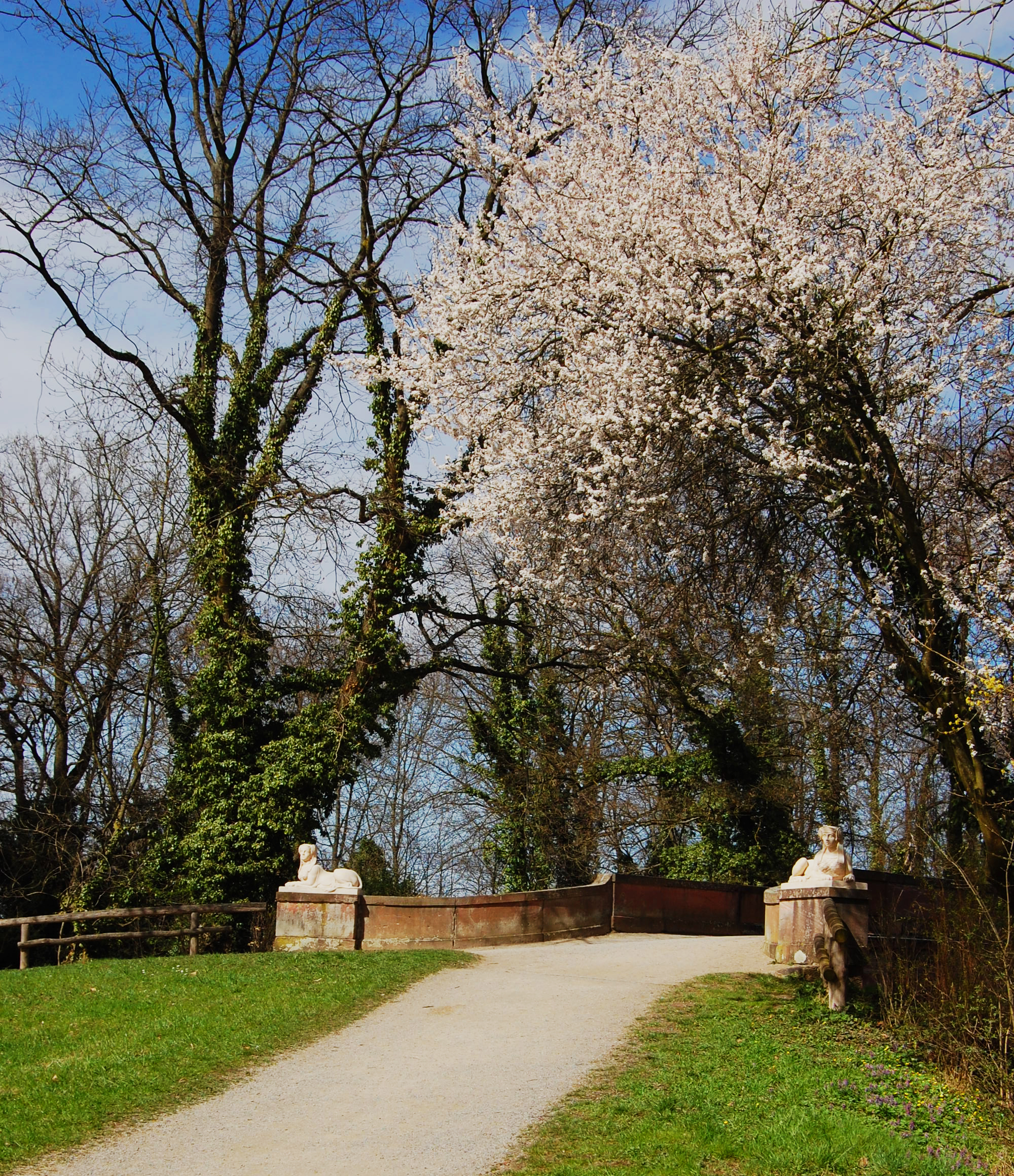
Tzw. kamienny most

### Lasy i łąki
Schönbusch jest poprzeszywany licznymi zbiornikami wodnymi, polanami oraz szerokimi dolinami łąk tworzącymi tutaj krajobraz leśno-jeziorny. Znajduje się tu blisko 20 km ścieżek łączących ze sobą okoliczne atrakcje oraz wzgórza. Swoim wyglądem park przypomina Ogród Angielski w Monachium. Na jego terenie znajdują się, m.in. miniaturowa wioska, labirynt, wieża widokowa, liczne kanały, kaskady, świątynie antycznych muz, rzeźby (np. sfinksów) oraz mostki.

### Woda i góry

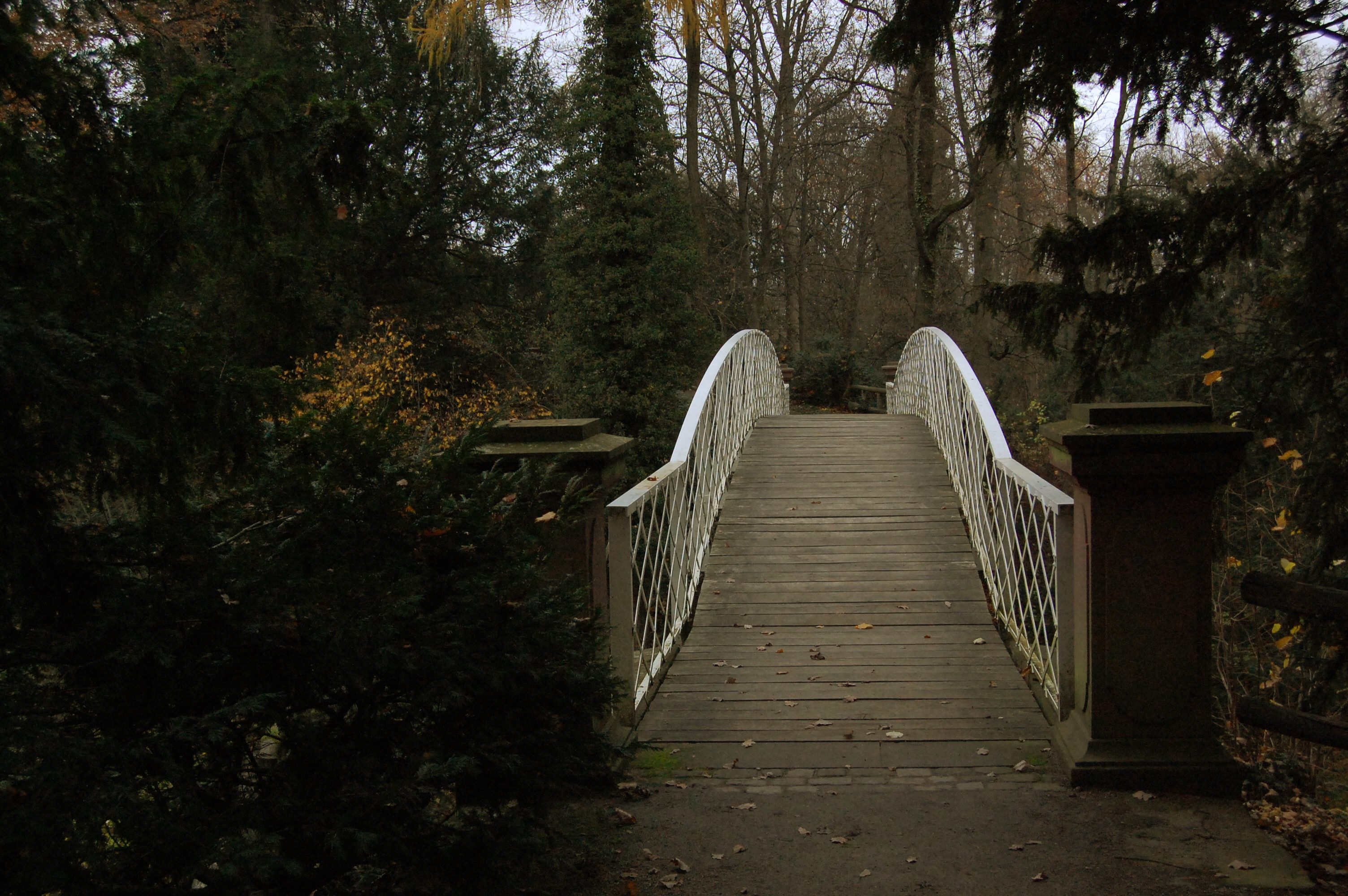
Tzw. diabelski most

Założenie parkowe otacza Dolne Jezioro. Na nim ulokowano małą wyspę, na którą prowadzi most obrotowy z 1802 roku. Do Górnego Jeziora prowadzi natomiast kanał wodny z kaskadami z 1779 roku (przebudowa w 1785 roku). Przy brzegu Dolnego Jeziora znajdują się trzy sztuczne górki, z których dwie połączone są ze sobą tzw. „diabelskim mostkiem”. Na najwyższym wzniesieniu wzniesiono wieżę widokową (budowa w latach 1776–1790).
Ponieważ zasoby wodne parku były początkowo bardzo ograniczone, nie było możliwe dowolne planowanie jego kształtu. Nawet zaopatrywanie go w wodę ze strumienia Welzbach za pomocą specjalnego kanału nie polepszyło sytuacji hydrologicznej terenu. Dopiero w XIX wieku dzięki specjalnej pompie parowej została doprowadzona tutaj woda z Menu.

## Obiekty budowlane

### Zameczek

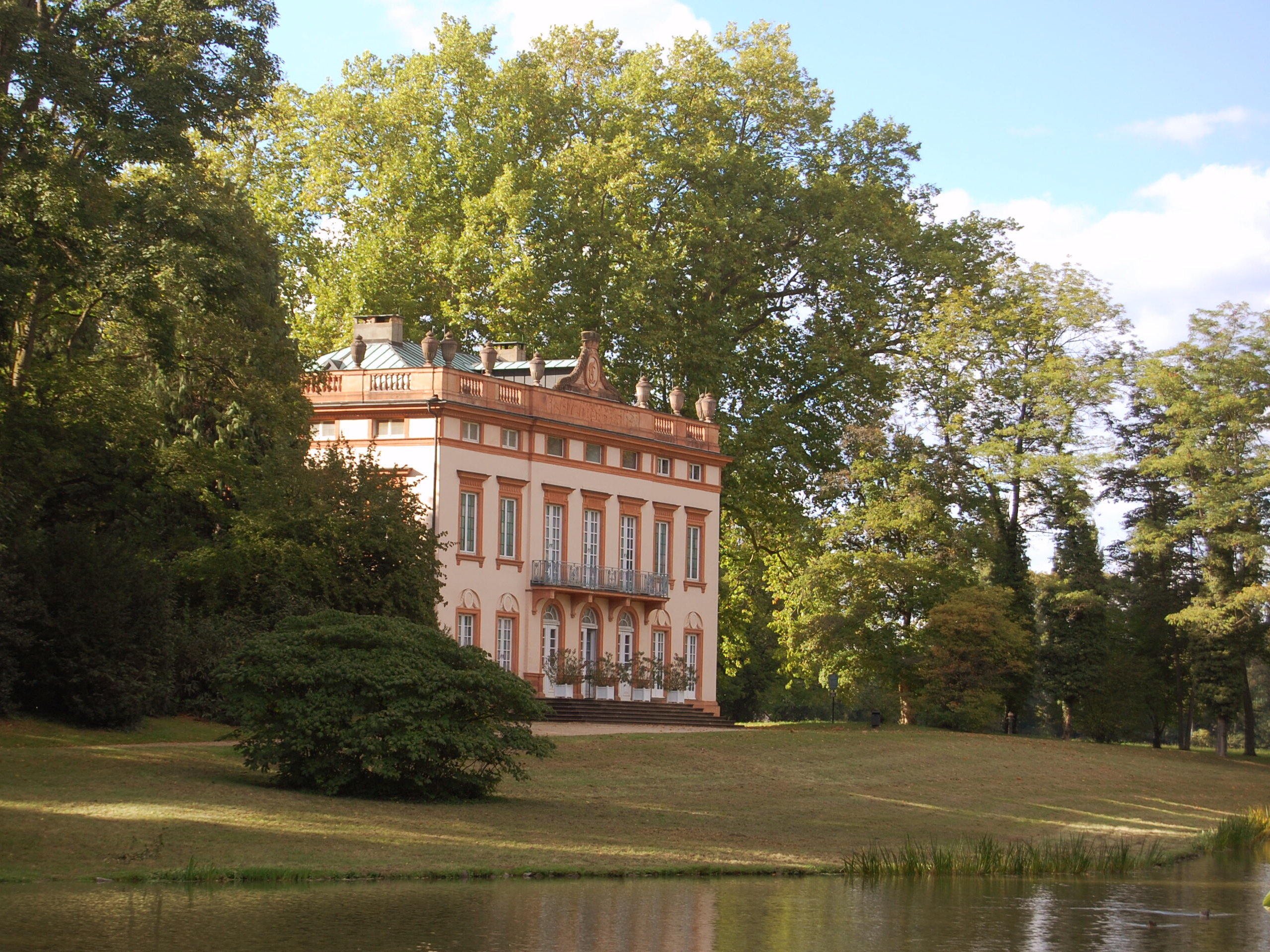
Widok tzw. zameczku

Obiekt ten został zbudowany w latach 1778–1781 (przebudowa wnętrz w latach 1787) w stylu wczesnoklasycystycznym i pełnił funkcję elektorskiego pawilonu nad Dolnym Jeziorem. Dłuższa fasada zwrócona jest na zachód i zdobi ją ryzalit. Znajduje się na niej również balustrada. Wnętrza są umeblowane w stylu Ludwika XVI. W okresie przynależności budynku do władców Bawarii została nadana mu nazwa: zamek Schönbusch. Zwiedzanie zameczku jest możliwe w ramach grupowego oprowadzania.

### Pozostałe budowle

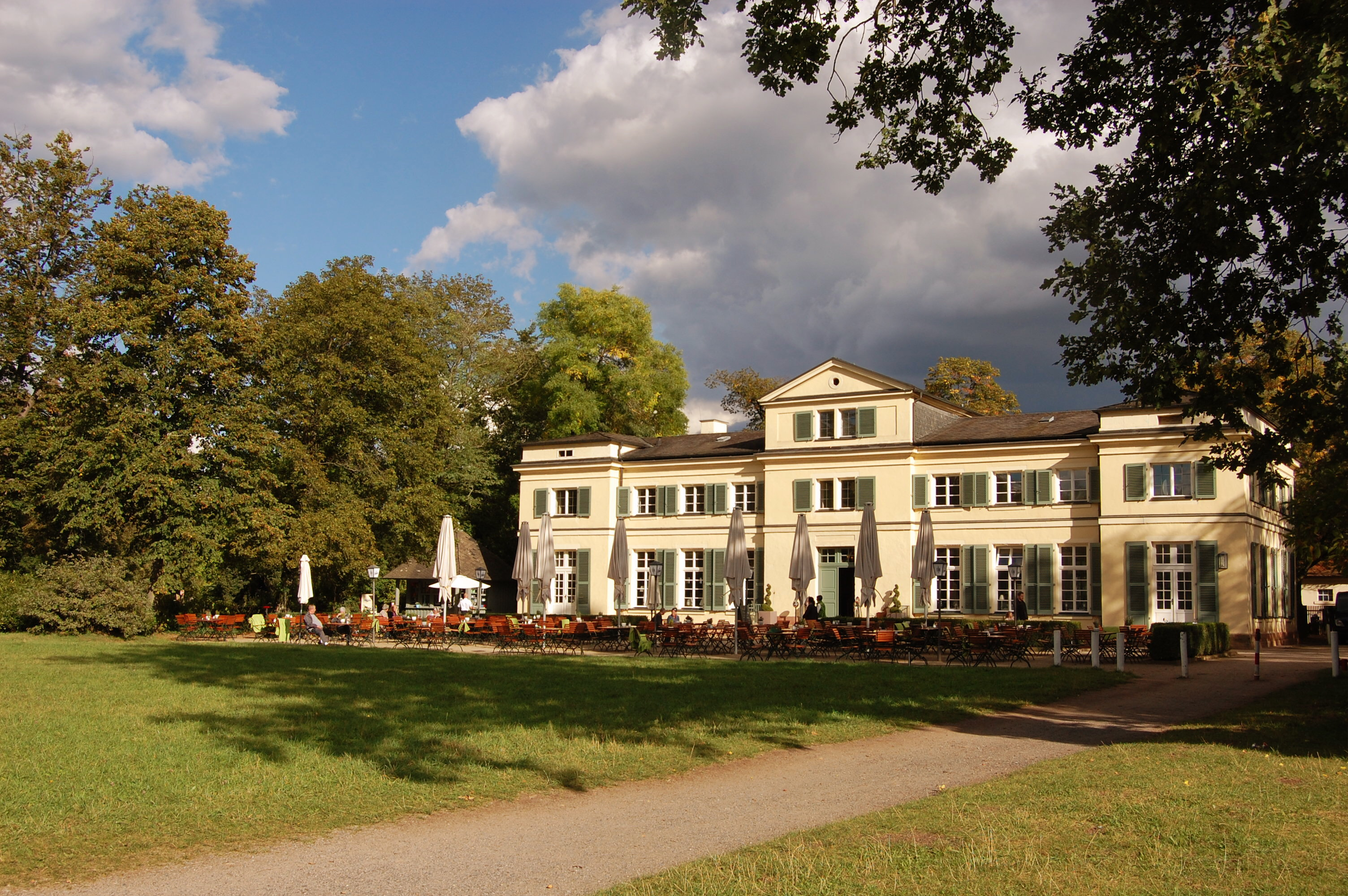
Parkowa restauracjo-kawiarnia

W północnej części założenia parkowego znajduje się oranżeria (1784/1785), jadalnia (1787/89) oraz sala taneczna (1801/1802). Tzw. dom filozofów (1784-1785) jest najmniejszym wzniesionym tutaj obiektem. W parku znajduje się także „świątynia przyjaźni” wzniesiona w latach 1786/1887. Tuż przy wejściu do parku znajdują się obiekty gastronomiczne, które od XVIII wieku pełniły funkcję gospody z ogródkiem piwnym. Znajdują się tu także inne budowle towarzyszące, pochodzące z 1960 roku.

### Sztafaż

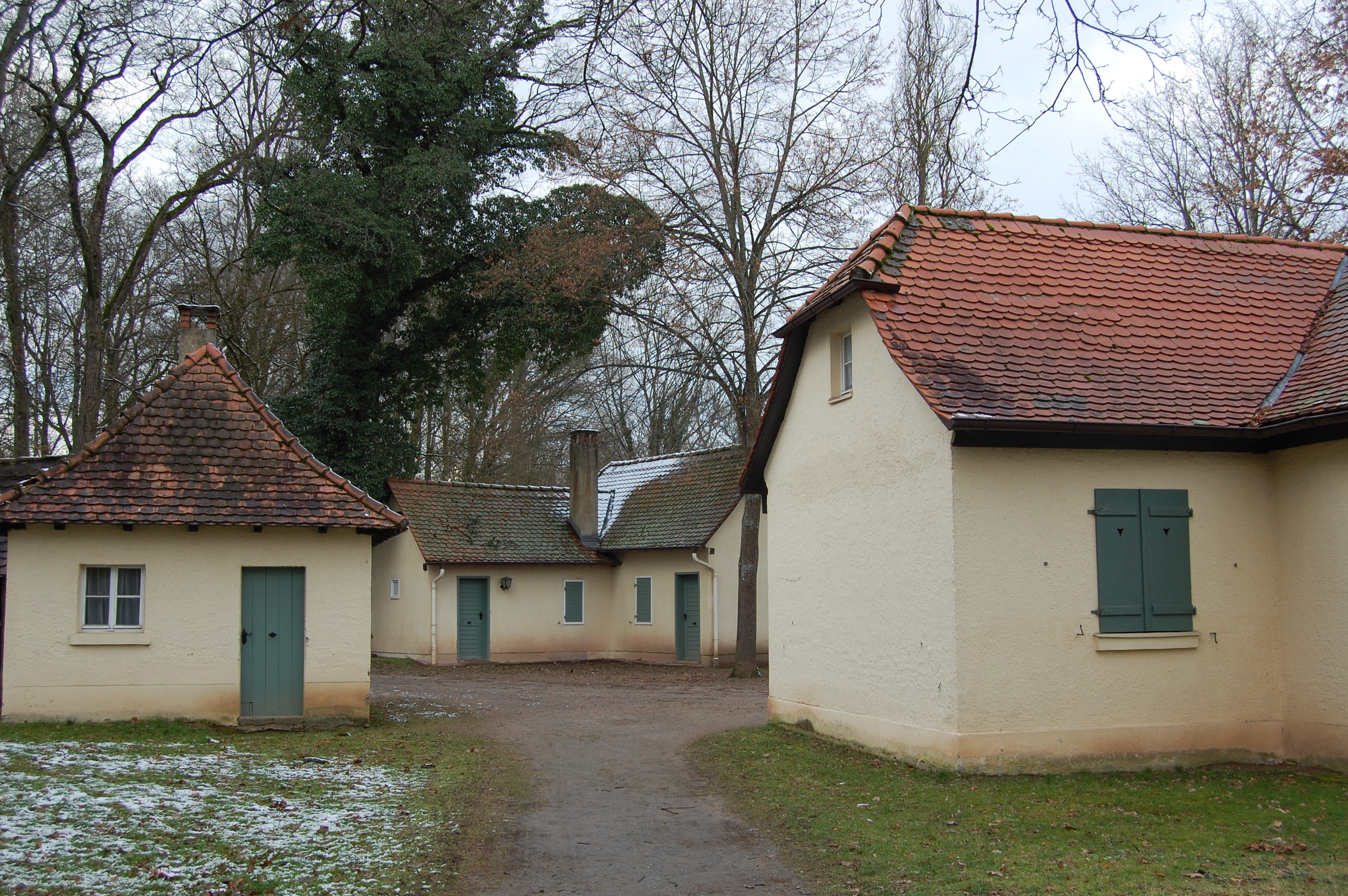
Tzw. wioseczka

W półotwartej przestrzeni umiejętnie osadzone zostały budynki „wioseczki” – złożonej z grupy małych chłopskich domków, które można porównać z podobną wioską w Parku Zamkowym Nymphenburg w Monachium. Kompleks ten został zbudowany w 1788 roku. Inna grupa budynków, tzw. wartownia, pochodzi z przełomu lat 1784/85. Pierwowzorem dla tego typu staważu był Hameau w Wersalu. Przykładem innego staważu z parku jest figura Maulaffa, która służyła do gry w miejscową odmianę zabawy polegającej na rzucaniu do celu kulami. Rzeźba ta jest datowana na 1777 rok.

## Późniejsze uzupełnienia

### Labirynt
Labirynt z żywopłotu w Parku Schönbusch jest układem ścieżek prowadzących do celu – centralnie rosnącego w nim miłorząbu dwuklapowego. „Błędny ogród” powstał pod koniec lat 20. XIX wieku. W 1898 roku został on ponownie przebudowany. W 1948 roku założenie zostało odnowione i wyraźne powiększone. W 2006 roku ścieżki „błędnego ogrodu” obsadzono grabem pospolitym.

### Nowa część parku

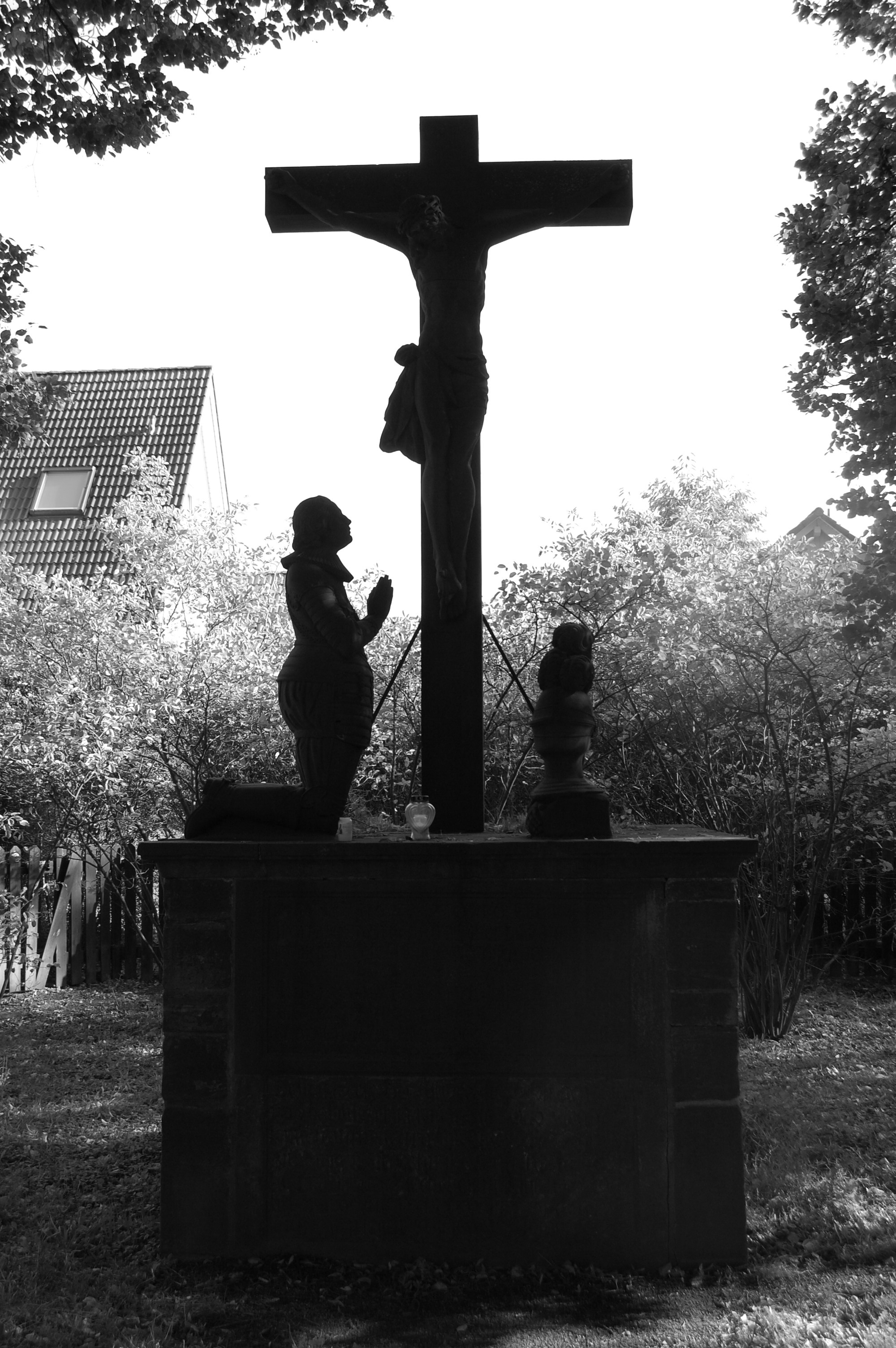
Krzyż przy Kleine Schönbuschallee

Na południowym wschodzie Park Schönbusch kończy się tzw. laskiem nikelheimskim. Znajduje się tam kaplica z 1720 roku.

### Warte zapamiętania
Do Parku Schönbusch dojść można ze starówki Aschaffenburga pieszo idąc „Kleine Schönbuschallee”, którą wytyczono równolegle do Darmstädter Straße. Dodatkowo istnieje połączenie autobusowe (linia w kierunku Waldfriedhof), jak i możliwość dojazdu samochodem – drogą federalną nr 26. (Bundesstraße 26) do parkingu Leiderer Hafen. W centrum obsługi turystów, które znajduje się w parku, do zobaczenia jest wystawa przedstawiająca historię tego miejsca.